# باغ فتح‌آباد (تبریز)
باغ فتح‌آباد یکی از باغ‌های تاریخی شهر تبریز است که در نزدیکی فتح‌آباد قرار گرفته‌است. مساحت این باغ ۳۰ هکتار بوده و ساختمان دوطبقه‌ای در داخل آن جای گرفته‌است. دونالد ویلبر در کتاب باغ‌های ایران و کوشک‌های آن در این رابطه می‌نویسد:
در نزدیکی شاه‌گل باغی به نام باغ فتح‌آباد واقع شده‌است. مرکز باغ از درختان میوه پوشیده شده‌است؛ ولی محور طویل آب تمام باغ را به طرز متداول در ایران به هم متصل می‌سازد و به آن یک نوع هماهنگی می‌دهد. فقط بنای جدیدی که به جای کوشک قدیم ساخته شده، هماهنگی آن را برهم می‌ند. هرگاه از قسمت مرتفع، یعنی سمت جنوبی باغ وارد شویم، می‌ینیم که این خیابان پست و بلند است و شکل حوض‌هایی که در مسیر آن قرار گرفته‌اند نیز مختلف است. در یک قسمت حاشیه‌های سبزی در کنار نهرها به چشم می‌خورد، که آن‌ها نیز به نوبه خود با حاشیه‌ای از گل شمعدانی زینت یافته‌اند. سرانجام به برجسته‌ترین نقطه باغ، یعنی استخر عظیمش می‌رسیم که اطراف آن را درختان کهن و تنومندی احاطه کرده‌است. قسمت شمال این استخر قدری بلندتر از سطح زمین است. این همان چیزی است که در استخر شاه‌گل نیز دیده می‌شود. هیچ‌یک از قسمت‌های این باغ به تنهایی زیبایی فوق‌العاده و چشم‌گیری ندارد؛ در حالی که به طور کلی جذاب و آرام است.
باغ فتح‌آباد، از باغهای مهم تاریخی ایران، در حومهٔ تبریز قرار دارد و اکنون باقی‌ماندهٔ آن نیز از تعرض مصون نیست. این باغ را خواجه رشیدالدین فضل‌الله، وزیر برجستهٔ دوره ایلخانان، در اواخر سده هفتم یا اوایل سدهٔ هشتم هجری ساخت و بر ربع رشیدی وقف کرد. بنا بر این، باغ فتح‌آباد هم به لحاظ قدمت و هم به لحاظ قرارگیری در اقلیم سرد و کوهستانی و هم کم‌مهری کنونی، در میان باغهای تاریخی‌ای که به دست ما رسیده است وضعی استثنایی دارد. این باغ از سه بخش اصلی تشکیل شده است که نام آنها در اسناد تاریخی چنین است: «باغ بیرونی»، «باغ اندرونی»، «باغ مشجر متصل به باغ اندرونی». از این میان، باغ اندرونی باغ تفرج است و دو باغ دیگر باغ تولیدی. بنا بر این، مشخصه‌های طرّاحی باغ ایرانی را باید در باغ اندرونی جست. این باغ محصور است و طرح آن، مانند دیگر باغهای ایرانی، نظام هندسی استواری دارد؛ اما طرّاح کوشیده است از نظم طبیعی زمین نیز بهره بگیرد. از این رو، محور اصلی باغ را، که با جوی و معبر اصلی و کوشک تشخص و تعیّن یافته، نه بر محور هندسی میانی و نه به‌موازات اضلاع باغ، بلکه بر خط‌الرأس زمین نهاده است. لذا این محور نسبت به اضلاع باغ قدری مورب است. همچنین، باغ متناسب با شیب طبیعی زمین سطحه‌بندی شده است. نظام آب و نظام گیاه در این باغ نیز با الگوهای آشنای باغ ایرانی مطابقت دارد. در مجموع، این باغ نمونه‌ای برجسته از سازگار کردن ماهرانهٔ الگوهای باغ ایرانی با وضع طبیعی زمین و وضع اقلیمی است.

## آثار ملی ایران
باغ و عمارت فتح‌آباد مربوط به دوره قاجار است و در تبریز، محله فتح‌آباد واقع شده و این اثر در تاریخ ۱ آذر ۱۳۷۸ با شمارهٔ ثبت ۲۵۱۸ به‌عنوان یکی از آثار ملی ایران به ثبت رسیده‌است.